# Gerardo Unzueta Lorenzana
Gerardo Unzueta Lorenzana (Tampico, Tamaulipas, 3 de octubre de 1925 - 10 de enero de 2016) fue un dirigente social y político, periodista y ensayista mexicano. 
Estudió artes plásticas. Participó en varios movimientos sindicales como el agrario de los años setenta, además de ser preso durante el Movimiento estudiantil en México de 1968 pues simpatizaba con el movimiento. Fue uno de los fundadores del Sindicato de Trabajadores de la Universidad Nacional Autónoma de México. Fue diputado federal por el Partido Comunista Mexicano y la Coalición de Izquierda de 1979 a 1982  y de 1985 a 1988 y coordinador parlamentario del Gobierno del DF de 1997 a 2000. 
Dirigió La Voz de México, Oposición, Así es, La Unidad y 6 de Julio, órganos de difusión del Partido Comunista Mexicano, el Partido Socialista Unificado de México, el Partido Mexicano Socialista y del Partido de la Revolución Democrática, respectivamente. Editó y colaboró en las revistas Memoria y Coyuntura, fue director del diario El Popular y columnista de El Universal desde 1985.

## Obras
- Lombardo Toledano y el marxismo-leninismo (1966)
- Sobre el problema estudiantil-popular, Cartas desde la prisión (1969)
- La concepción materialista de la historia: seis aspectos de la teoría marxista-leninista de la Revolución (1972)
- Partido Comunista Mexicano, Nuevo programa para la Revolución (1974)
- Crisis política y sucesión presidencial (1975)
- Comunistas y sindicatos (1977)
- Ocho puntos de vista sobre la teoría marxista del Estado (1993)
- La grande y el diablo (2001)
- La Julia y sus dos ataúdes (2004)